# Dean Evason
Dean Clement Evason (* 22. August 1964 in Flin Flon, Manitoba) ist ein ehemaliger kanadischer Eishockeyspieler und derzeitiger -trainer, der im Verlauf seiner aktiven Karriere zwischen 1980 und 1999 unter anderem 858 Spiele für die Washington Capitals, Hartford Whalers, San Jose Sharks, Dallas Stars und Calgary Flames in der National Hockey League auf der Position des Centers bestritten hat. Seinen größten Karriereerfolg feierte Evason im Trikot der kanadischen Nationalmannschaft mit dem Gewinn der Goldmedaille bei der Weltmeisterschaft 1997. Von Februar 2020 bis November 2023 fungierte er als Cheftrainer der Minnesota Wild und ist seit Juli 2024 in dieser Funktion für die Columbus Blue Jackets tätig.

## Karriere
Evason spielte zunächst in der Saison 1980/81 in der British Columbia Junior Hockey League bei den Cowichan Valley Capitals. Zum Ende der Spielzeit wechselte er in die Western Hockey League, wo er bis 1984 für die Spokane Flyers und Kamloops Junior Oilers auflief. In seinem letzten Jahr wurde er ins West First All-Star Team der Liga berufen.
Nachdem der Center bereits im NHL Entry Draft 1982 in der fünften Runde an 89. Stelle von den Washington Capitals ausgewählt worden war, nahmen ihn diese zum Ende der Saison 1983/84 und setzten ihn in zwei Saisonspielen ein. Die folgende Spielzeit verbrachte Evason zwischen dem Farmteam, das der American Hockey League angehörte, und dem NHL-Kader der Caps, ehe er im März 1985 zu den Hartford Whalers transferiert wurde. Dort gehörte er bis zum Ende der Spielzeit 1990/91 dem NHL-Stammkader an und spielte in der Saison 1986/87 sein bestes Jahr mit 59 Punkten aus 80 Partien. Im Oktober 1991 wechselte der Kanadier dann im Austausch für Dan Keczmer zu den neu gegründeten San Jose Sharks, wo er zwei Jahre lang blieb. Es folgten weitere Transfers zu den Dallas Stars und Calgary Flames.
Zur Saison 1996/97 schloss er sich dem kanadischen Nationalteam an, lief aber auch in drei Spielen für den EV Zug aus der Schweizer Nationalliga A auf. Nach seinem Aufenthalt bei der Nationalmannschaft ging er zur Saison 1997/98 in die Deutsche Eishockey Liga zum EV Landshut, wo er nach der Spielzeit 1998/99 seine Karriere beendete.
Nach der Beendigung seiner aktiven Karriere übernahm Evason zur Saison 1999/00 den Posten des Cheftrainers bei den Kamloops Blazers aus der Western Hockey League, den er bis zum Ende der Spielzeit 2001/02 besetzte. Darauf folgte ein einjähriges Engagement als Cheftrainer bei den Vancouver Giants im Spieljahr 2002/03. Während der Saison 2004/05 arbeitete er als Assistenztrainer der Calgary Hitmen, die ebenso wie Kamloops und Vancouver in der WHL beheimatet waren. Ab der Saison 2005/06 war er Assistenztrainer bei den Washington Capitals in der NHL. Zunächst assistierte er Cheftrainer Glen Hanlon, später unterstützte er dessen Nachfolger Bruce Boudreau. Zur Spielzeit 2012/13 wurde er von den Milwaukee Admirals aus der American Hockey League als Cheftrainer verpflichtet.
In der Folge war Evason sechs Jahre lang in Milwaukee tätig, bis er zur Saison 2018/19 erneut als Assistenztrainer in die NHL zurückkehrte, indem er von den Minnesota Wild verpflichtet wurde. Dort übernahm er im Februar 2020 nach der Entlassung von Bruce Boudreau interimsweise die Funktion des Cheftrainers und erhielt für diese Position im Sommer 2020 einen festen Zweijahresvertrag. Nach einem schwachen Start in die Saison 2023/24 allerdings – nur 5 Siege in 19 Partien – wurde er entlassen und durch John Hynes ersetzt. Anschließend wurde er im Juli 2024 als neuer Headcoach der Columbus Blue Jackets vorgestellt, wo er die Nachfolge von Pascal Vincent antrat.

### International
Evason spielte erstmals bei der Junioren-Weltmeisterschaft 1984 für die kanadische Nationalmannschaft, erreichte dabei aber nur den vierten Platz. Mit dem Senioren-Nationalteam verbrachte Evason die gesamte Spielzeit 1996/97 mit der Ausnahme von drei Spielen für den EV Zug aus der Schweizer Nationalliga A. Darin inbegriffen war auch die Teilnahme an der Weltmeisterschaft 1997, wo die Mannschaft die Goldmedaille erringen konnte.

## Erfolge und Auszeichnungen
- 1984 President’s-Cup-Gewinn mit den Kamloops Junior Oilers
- 1984 WHL West First All-Star Team
- 1997 Goldmedaille bei der Weltmeisterschaft

## Karrierestatistik

### International
Vertrat Kanada bei:
- Junioren-Weltmeisterschaft 1984
- Weltmeisterschaft 1997

(Legende zur Spielerstatistik: Sp oder GP = absolvierte Spiele; T oder G = erzielte Tore; V oder A = erzielte Assists; Pkt oder Pts = erzielte Scorerpunkte; SM oder PIM = erhaltene Strafminuten; +/− = Plus/Minus-Bilanz; PP = erzielte Überzahltore; SH = erzielte Unterzahltore; GW = erzielte Siegtore; 1 Play-downs/Relegation; Kursiv: Statistik nicht vollständig)